# Malcolm David Wanklyn
Malcolm David Wanklyn (ur. 28 czerwca 1911 w Kalkucie, zm. najprawdopodobniej 14 kwietnia 1942 na Morzu Śródziemnym) − oficer brytyjskiej Royal Navy, służący w czasie II wojny światowej na okrętach podwodnych. Jako dowódca HMS "Upholder" był najskuteczniejszym brytyjskim asem broni podwodnej w całej wojnie, z liczbą 11 statków handlowych, jednego niszczyciela, dwóch okrętów podwodnych i jednej jednostki pomocniczej przeciwnika, osiągając najwyższa liczbę zatopień wśród dowódców brytyjskich okrętów podwodnych.

## Informacje osobiste
Malcolm David Wanklyn urodził 28 czerwca 1911 roku się w Kalkucie, będącej wówczas stolicą Indii Brytyjskich, w rodzinie pracującego tam inżyniera Williama Lumb Wanklyna and Marjorie Wanklyn. W czasie I wojny światowej powrócił z rodzicami do Wielkiej Brytanii i zamieszkał w Susseksie. W wieku chłopięcym Wanklyn był cichy i wstydliwy, przez co w rodzinie nazywany był „myszką”. Jego ulubionymi zajęciami było wędkarstwo oraz strzelectwo, zamiłowanie do których odziedziczył po ojcu, gdy rodzina przeniosła się do Wigtownshire w zachodniej Szkocji.
Jego cichość i wstydliwość znalazły swe odbicie także podczas nauki w Royal Naval College w Dartmouth do której wstąpił w 1925 roku. Nigdy nie starał się być popularny, przeciwnie – był cichy, rozważny i nie robił nic dla poklasku. Nie wyróżniał się także w grach sportowych. Podczas wielkiej depresji jego ojciec popadł w długi i zmarł nagle w 1931 roku, zostawiając rodzinę bez środków do życia. Choć zwykle młodzi oficerowie byli finansowo wspierani przez swoich rodziców, Malcolm Wanklyn odwrócił tę regułę zaoszczędzając cześć swojej skromnej pensji, aby wspomagać matkę w najgorszym pierwszym roku po jej owdowieniu.
W Dartmouth skupiał się głównie na nauce, co pozwoliło mu zająć pierwszą w klasie lokatę w pięciu przedmiotach Pięć lat po rozpoczęciu nauki zaczął służyć jako midszypmen na pancerniku HMS „Marlborough”. Rok później został przeniesiony na krążownik liniowy „Renown”. Po zakończeniu szkolenia w stacjonarnej szkole na HMS „Dolphin” latem 1933 roku, we wrześniu Wanklyn rozpoczął służbę na okrętach podwodnych Royal Navy jako czwarty oficer, odpowiedzialny za nawigację i sygnalizację. Do roku 1935 zaczął pełnić funkcję zastępcy dowódcy. Wśród załóg okrętów nosił wtedy przezwisko „Jimmy”, oficerowie zaś określali go mianem „Number One” (Numer Jeden). Miał wtedy reputację łączącego utrzymanie dyscypliny z doskonałymi relacjami z podległymi mu ludźmi. Zdarzało się nawet że żołnierze z ciężkimi przypadkami na polu naruszeń dyscypliny byli kierowani na jego okręt, w celu rozwiązania przez Wanklyna związanych z nimi problemów. W 1938 roku Malcolm Wanclyn ożenił się na Malcie, a swój miesiąc miodowy spędził w hotelu w Taormina w cieśninie Mesyńskiej, wobec jednak zbliżającej się wojny, dużą część tego czasu spędził przyglądając się cechom okolicy które mógłby zaraportować.

## Służba wojskowa
Po wstąpieniu do floty podwodnej Wanklyn służył kolejno na „Oberon”, L56, H50, „Shark” i „Otway”. Pierwszym dowodzonym przez niego okrętem był HMS H32, na którym zastał go wybuch II wojny światowej. W pierwszych miesiącach wojny Malcolm David Wanklyn dowodził z bazy w Portsmouth dwoma starymi okrętami podwodnymi: H32 i H31, topiąc 18 lipca 1940 roku na Morzu Północnym niemiecki pomocniczy ścigacz okrętów podwodnych Uj-126. 31 października 1940 roku kapitan Wanklyn objął nowo wybudowany HMS „Upholder” typu U i w grudniu tegoż roku wypłynął z nim do bazy 10. Flotylli Okrętów Podwodnych na Malcie.

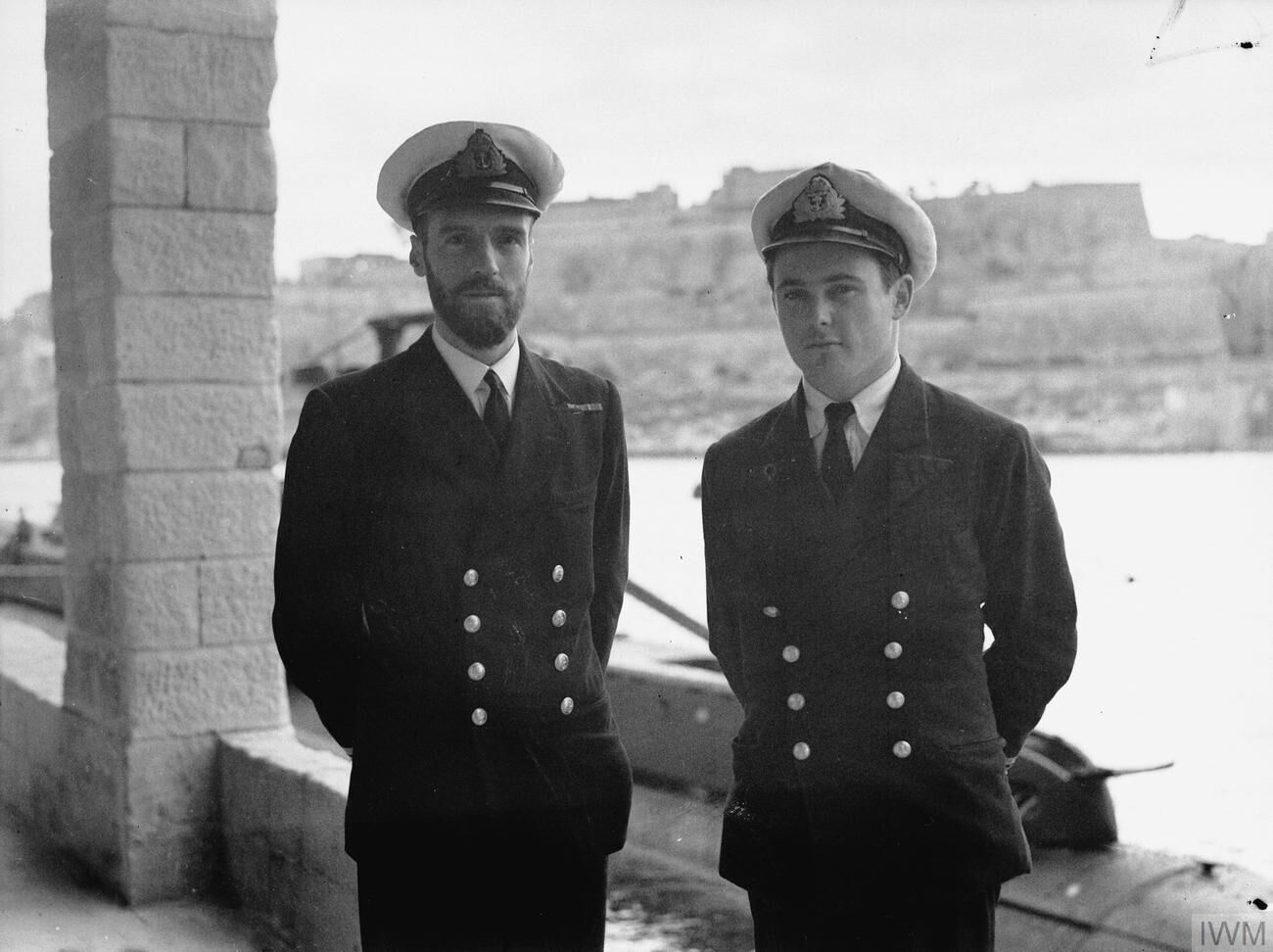
13 stycznia 1942 roku, Malcolm Wanklym (po lewej) ze swoim pierwszym zastępcą Lt. J. R D Drummondem.

Rok 1940 był rokiem druzgocącej klęski dla brytyjskiej floty podwodnej na Morzu Śródziemnym – do końca tego roku brytyjskie okręty podwodne zatopiły na tym teatrze zaledwie 9 jednostek i jeden włoski okręt podwodny, przy stracie 9 swoich własnych okrętów podwodnych. Toteż w celu uzupełnienia strat na ten akwen została wysłana duża liczba małych jednostek typu U, które zaczęły operować z Malty, której pozycja między Włochami a portami w libijskimi idealnie nadawała się do ataków na liniach zaopatrzeniowych dla włoskich sił w Afryce północnej. W lutym 1941 roku dowództwo brytyjskie znacznie rozszerzyło obszar nieograniczonej wojny podwodnej z linii 30 mil od brzegów włoskich i 30 mil od brzegów Libii, na dużą część Morza Śródziemnego, w tym wszystkie wody na południe od szerokości geograficznej Malty; każda jednostka transportowa w tym obszarze mogła być uważana za wrogi transport i natychmiast atakowana bez ostrzeżenia. Mimo tego, rezultaty działań brytyjskiej floty podwodnej nadal pozostawały bardzo złe. Co gorsza, w lutym i marcu 1941 roku brytyjskie okręty podwodne przepuściły do Afryki niemal bez strat cały niemiecki Afrika Korps generała Erwina Rommla. Zatopiono jedynie 6 ze 100 użytych w tym celu transportowców. Jednym z powodów tak słabej skuteczności brytyjskiej w tym zakresie, był fakt bardzo niskiej jakości okrętów typu U, z których żaden nie był w praktyce w stanie osiągnąć w położeniu nawodnym prędkości większej niż 10 węzłów, małej liczby przenoszonych przez nie torped, prymitywnego systemu obserwacji nocnej tych okrętów oraz jeszcze bardziej prymitywnego systemu celowania brytyjskich okrętów podwodnych Is-Was, pozostającego daleko w tyle za współczesnymi mu rozwiązaniami niemieckimi i amerykańskimi w tym zakresie. Nie bez znaczenia był także brak doświadczenia brytyjskich dowódców, czego najlepszym przykładem był Malcolm David Wanklyn na „Upholderze”, który podczas czterech pierwszych swoich patroli, zaledwie uszkodził jeden statek. Znaczące, że jedyny połowicznie udany atak Wanklyna w tym okresie, został przeprowadzony w zanurzeniu z odległości 900 jardów (ok. 900 metrów), podczas gdy dwa ataki poprzedniej nocy z odległości 2500-3000 jardów, gdyż z powodu braku prędkości nawodnej, na jednostce typu U Wanklyn nie był w stanie zbliżyć się do celów na mniejszą odległość. Rozczarowujące rezultaty pierwszych patroli Wanklyna, spowodowały, że darzący go skądinąd dużym szacunkiem pierwszy dowódca Wanklyna, a obecnie dowodzący flotyllą okrętów podwodnych na Malcie kmdr por. „Shrimp” Simpson dał Wanklynowi jedynie jeden następny patrol, aby udowodnić swoją przydatność na zajmowanym stanowisku.

### Piąty patrol
21 kwietnia 1941 roku Wanklyn wypłynął do brzegów Tunezji na swój piąty patrol, gdzie cztery dni później po południu znalazł swój pierwszy cel, jednak silna fala uczyniła bardzo trudnym celowanie małym okrętem na głębokości peryskopowej.
W działaniach na Morzu Śródziemnym dowodzony przez niego okręt odniósł największe tonażowo sukcesy w historii brytyjskiej broni podwodnej. Na zweryfikowanej w oparciu o dostęp do archiwów włoskich i niemieckich liście sukcesów Malcolma Davida Wanklyna (1 lutego 1941 roku awansowanego do stopnia Lieutenant Commander) i załogi "Upholdera" znajduje się 11 statków o łącznym tonażu 91 414 BRT, włoski niszczyciel „Libeccio”, okręty podwodne "Ammiraglio St. Bon" i „Tricheco” oraz drugi w karierze komandora Wanklyna pomocniczy ścigacz okrętów podwodnych B-14. Szczególnie znaczące były dwa skuteczne ataki: 24 maja 1941 roku na duży turbinowiec pasażerski "Conte Rosso" (17 879 BRT), przewożący oddziały wojskowe do Trypolisu oraz 18 września 1941 roku na dwa niemal bliźniacze motorowce "Neptunia" (19 475 BRT) i "Oceania" (19 507 BRT), również płynące z żołnierzami włoskimi do Libii. W uznaniu zasług bojowych komandor Wanklyn został trzykrotnie odznaczony Distinguished Service Order (dwa nadania otrzymał już pośmiertnie) i 16 grudnia 1941 roku Krzyżem Wiktorii.
Malcolm David Wanklyn zginął wraz z całą załogą HMS "Upholder" w trakcie 25. patrolu bojowego z Malty, najprawdopodobniej zatopiony 14 kwietnia 1942 roku przez włoski torpedowiec eskortowy "Pegaso" na północny wschód od Trypolisu. Jego portret zawisł na honorowym miejscu w mesie oficerskiej bazy okrętów podwodnych w Portsmouth.